# Boostkazerne

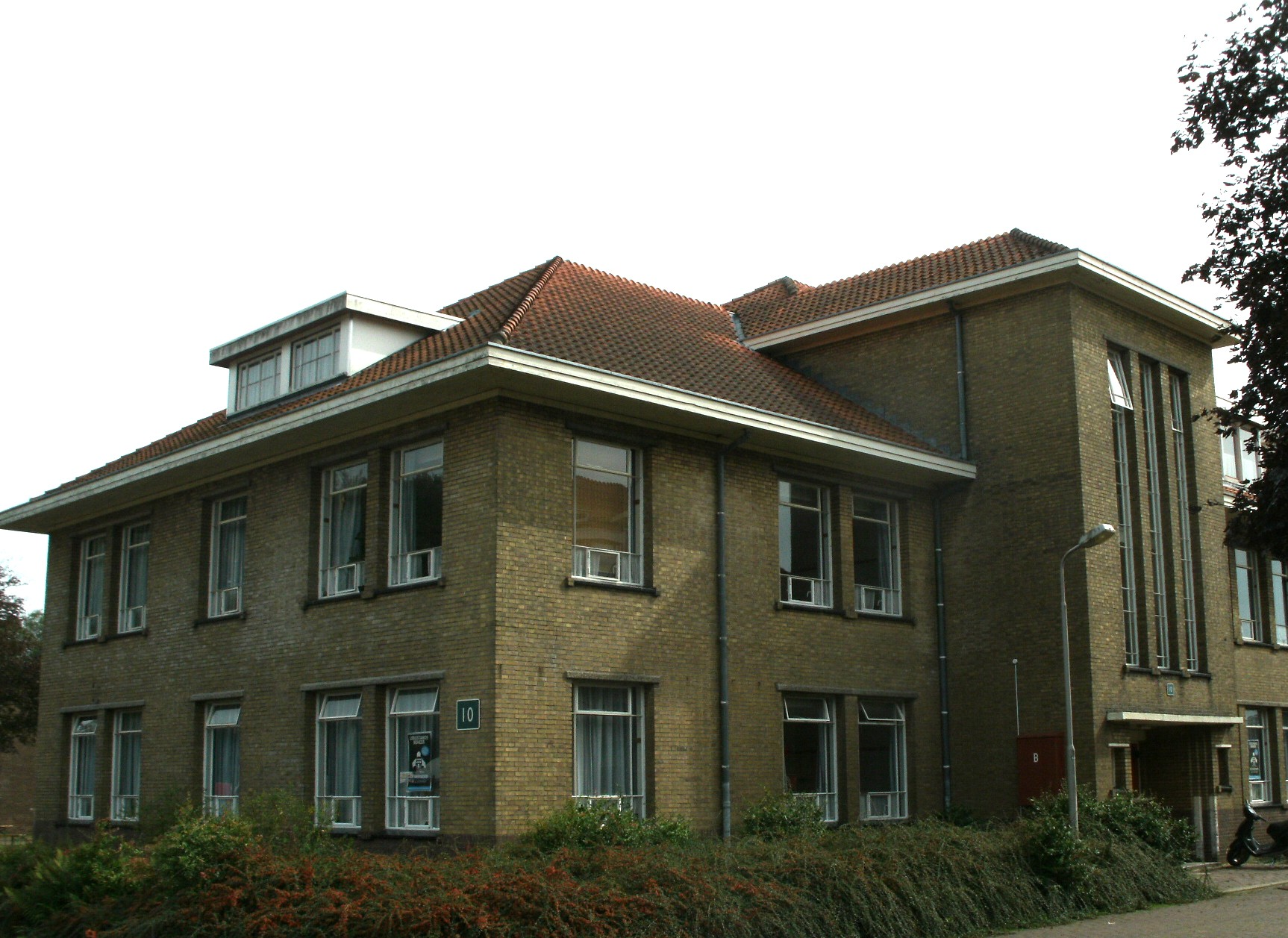
De Elias Beeckmankazerne in Ede

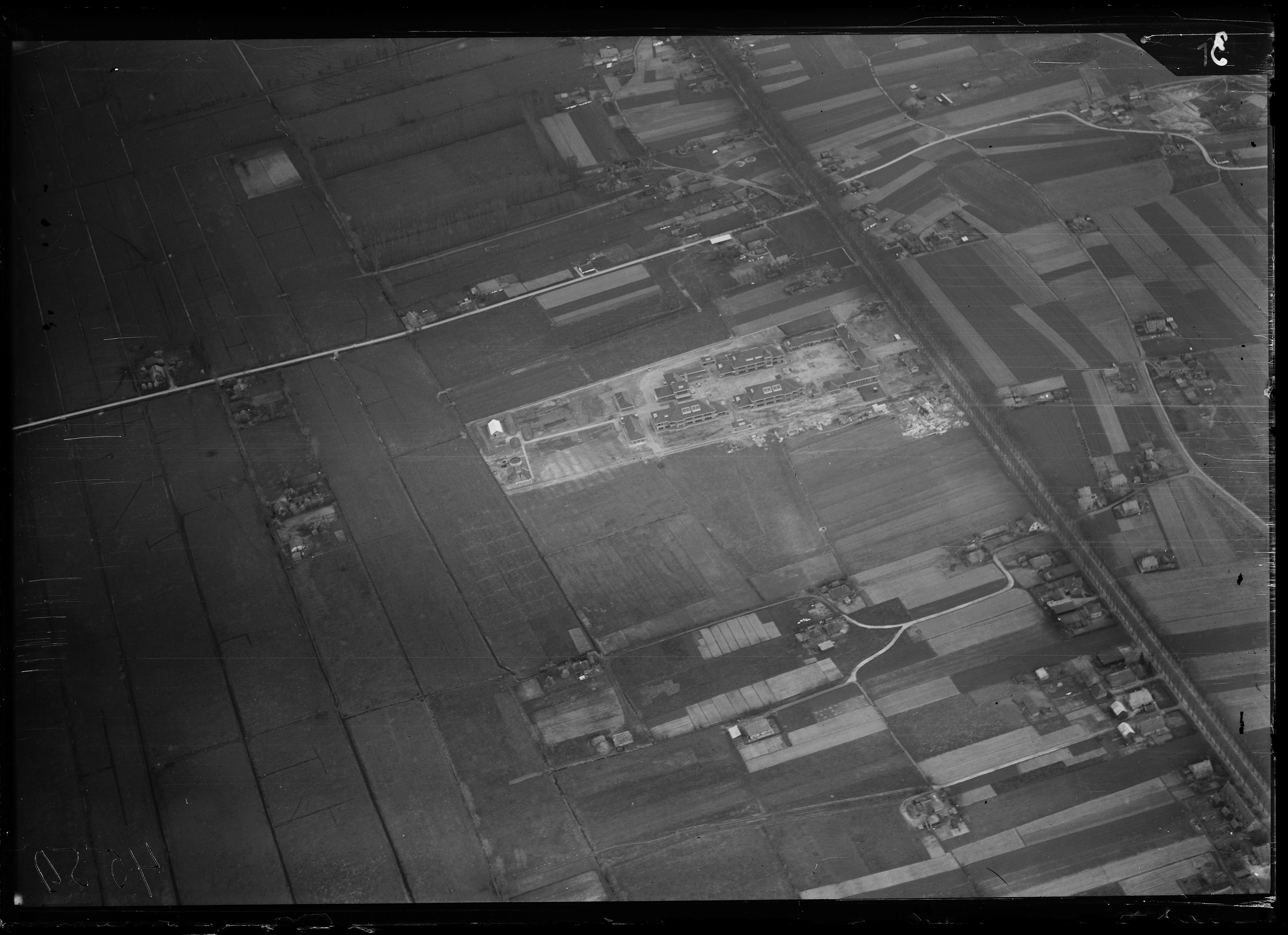
Luchtfoto van de Willem de Zwijgerkazerne, nog in aanbouw, aan de Zuiderzeestraatweg in Wezep. Foto: Luchtvaartafdeeling, 1938 of 1939

Een Boostkazerne of grensbataljonkazerne is een type kazerne ontworpen in de jaren 1930 door kapitein der genie August Boost (Breda, 7 september 1900 –  Den Haag, 25 januari 1985). De kazernes werden allemaal gebouwd in de periode 1938–1939.

## Reden
Reden voor de bouw van de kazernes was een wijziging van de dienstplichtwet in 1938 en oorlogsdreiging vanuit Duitsland. De dienstplicht werd verlengd van vijf en een halve naar elf maanden. Hierdoor nam de behoefte aan kazernegebouwen toe en moest het aantal bijna verdubbeld worden. Door internationale ontwikkelingen had het de voorkeur om langs de oost-zuidgrens van Nederland kazernes te bouwen. Uitzondering hierop waren de kazernes in Ede, Ermelo en Bussum.

## Ontwerp
De minister van Oorlog Jannes van Dijk gaf Boost op 15 augustus 1937 de opdracht om zestien standaardkazernes te ontwerpen. In het verleden werden individuele ontwerpen gemaakt, maar nu ontbrak hiervoor tijd en geld, en werden er standaardkazernes ontworpen. Bedoeling was om op deze kazernes één bataljon infanterie dan wel één regiment infanterie (regimentsstaf en twee bataljons) te huisvesten.
Boost ontwierp gestandaardiseerde kazernes die modern waren volgens vaste opzet. De kleinere kazernes bestonden uit een poortgebouw met ingang tot de kazerne en doorgang naar exercitieterrein. In het poortgebouw bevonden zich de officiers-, onderofficiers- en manschappen-kantines alsmede sportzaal, stafbureaus, wacht en celruimte. Rondom de appelplaats zijn symmetrisch in U-vorm drie legeringsgebouwen en een ketelhuis/keukengebouw geplaatst. Het was gebruikelijk om bij grotere kazernes volgens het paviljoensysteem functiescheiding per gebouw aan te brengen. Bij enkele kazernes week hij hiervan af en werden functies gecombineerd in één gebouw, waarschijnlijk uit kostenoogpunt. Het ontwerp van vier grotere kazernes werd afgeleid van het standaardontwerp waarbij het poortgebouw werd vervangen door aparte gebouwen. Het ontwerp van Boost werd vervolgens nog beoordeeld door de architecten prof. ir. Richard Schoemaker en prof. Nico Landsdorp. Slechts een klein aantal aanpassingen was nodig.

## Afwijkingen van de standaard
De standaardontwerpen van de Boostkazernes waren niet zo standaard. Afwijkingen van de ontwerpen ontstonden door verschillende vormen van de kavel waarop gebouwd werd. Zo zijn er verschillen in de U-vorm, zoals in de lengte van de voorgevel en de lengte van de poten van de U, of staan de gebouwen geheel niet in een U-vorm. Ook zijn er verschillen op te merken in de poorten met een rechte latei of halfronde boog. Daarnaast zijn er verschillende uitvoeringen van de ramen boven de uitbouwtjes direct naast de poort. Er mochten namelijk wijzigingen aangebracht worden zodat meer aansluiting werd gevonden bij de plaatselijke bouwtraditie. Ten slotte ontstonden er ook nog verschillen van het standaardontwerp door variaties in de kleur van de metselstenen en kleur van dakpannen (rood in plaats van zwart). Al met al bestaat geen enkel duplicaat van deze zestien kazernes.

## Stijlen
De stijl van Boost voor deze kazernes wordt zakelijk expressionisme genoemd. Kenmerken van de Amsterdamse en Delftse School en het nieuwe bouwen zijn hierin terug te vinden. De Amsterdamse School is een expressionistische stroming, vooral gebruikt bij woningbouwprojecten. De Delftse School heeft als basis het rationalisme van Berlage. Met andere woorden: door eenvoud en harmonie verkrijgt men een mooi gebouw. De Delftse School is vooral bekend door de wederopbouw buiten de grote steden.

## Overzicht
| Type                | Naam                          | Plaats         | Vernoemd naar                                                     |
| ------------------- | ----------------------------- | -------------- | ----------------------------------------------------------------- |
| Boost I (bataljon)  | Adolf van Nassaukazerne       | Zuidlaren      | graaf Adolf van Nassau (1540–1568)                                |
| Boost I (bataljon)  | Constant Rebecquekazerne      | Eindhoven      | generaal Jean Victor de Constant Rebecque (1773–1850)             |
| Boost I (bataljon)  | Cort Heyligerskazerne         | Bergen op Zoom | infanteriegeneraal Gijsbertus Martinus Cort Heyligers (1770–1849) |
| Boost I (bataljon)  | Detmerskazerne                | Eefde          | generaal-majoor Hendrik Detmers (1761–1825)                       |
| Boost I (bataljon)  | Engelbrecht van Nassaukazerne | Roosendaal     | graaf Engelbrecht II van Nassau-Breda (1451–1504)                 |
| Boost I (bataljon)  | Ernst Casimirkazerne          | Roermond       | veldheer Ernst Casimir van Nassau-Dietz (1573–1632)               |
| Boost I (bataljon)  | Jan van Schaffelaerkazerne    | Ermelo         | huurling Jan van Schaffelaar (?–1482)                             |
| Boost I (bataljon)  | Johan van den Kornputkazerne  | Steenwijk      | commandant Johan van den Kornput (1542–1611)                      |
| Boost I (bataljon)  | Koning Willem II kazerne      | Tilburg        | koning Willem II der Nederlanden (1792–1849)                      |
| Boost I (bataljon)  | Saksen Weimarkazerne          | Arnhem         | generaal Karel Bernhard van Saksen-Weimar-Eisenach (1792–1862)    |
| Boost I (bataljon)  | Westenbergkazerne             | Schalkhaar     | generaal-majoor Jan Josias Westenberg (1764–1841)                 |
| Boost I (bataljon)  | Willem de Zwijgerkazerne      | Wezep          | prins Willem van Oranje (1533–1584)                               |
| Boost II (regiment) | Elias Beeckmankazerne         | Ede            | vaandrig Elias Beeckman (?–1677)                                  |
| Boost II (regiment) | Generaal De Bonskazerne       | Grave          | generaal-majoor Andreas de Bons (1720–1800)                       |
| Boost II (regiment) | Kolonel Palmkazerne           | Bussum         | kolonel François Abrahamszoon Palm (1620–1673)                    |
| Boost II (regiment) | Van Hornekazerne              | Weert          | meester-generaal Willem Adriaan II van Horne (1633–1694)          |

## Fotogalerij

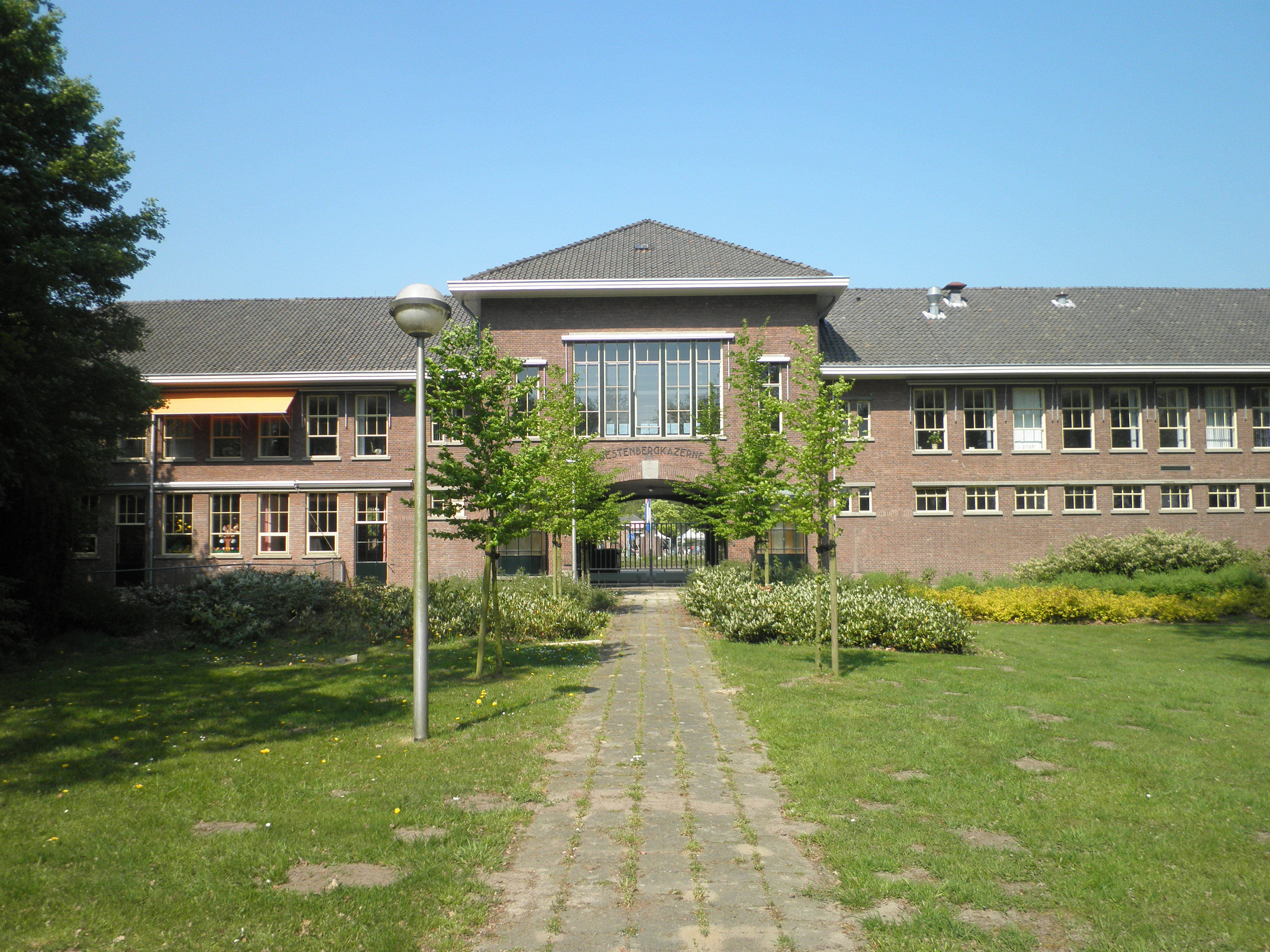
Westenbergkazerne
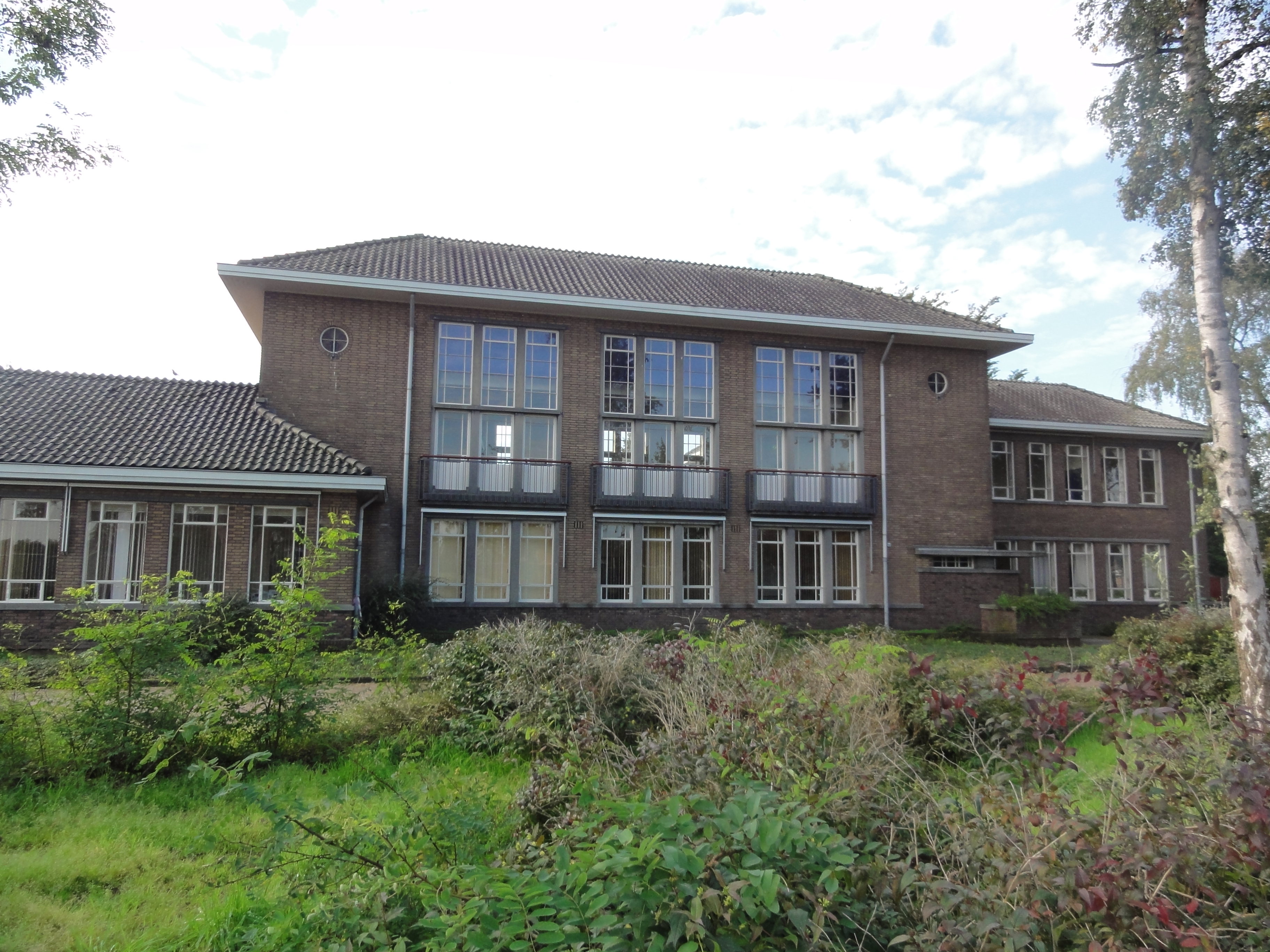
Generaal De Bonskazerne
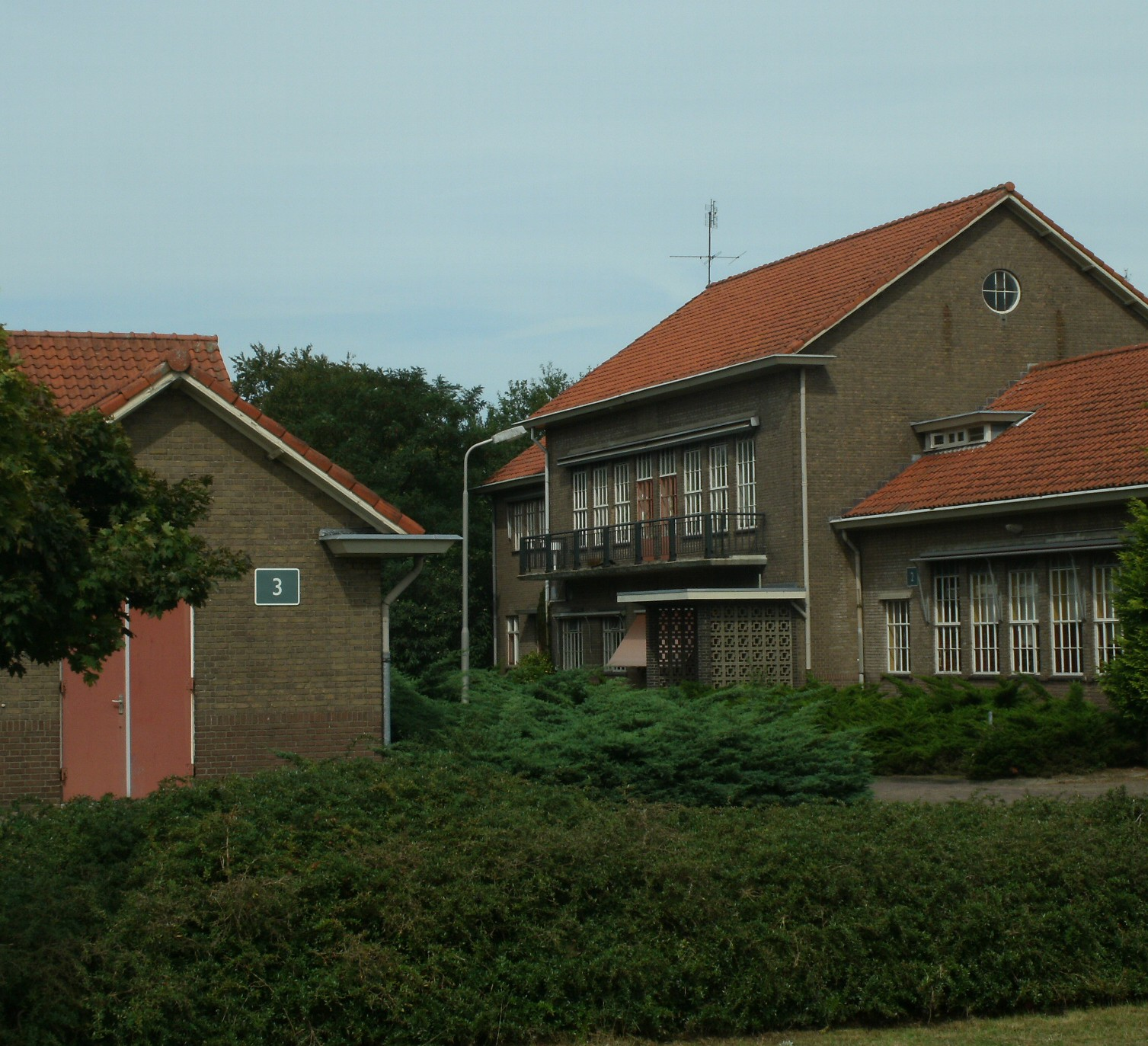
Elias Beeckmankazerne
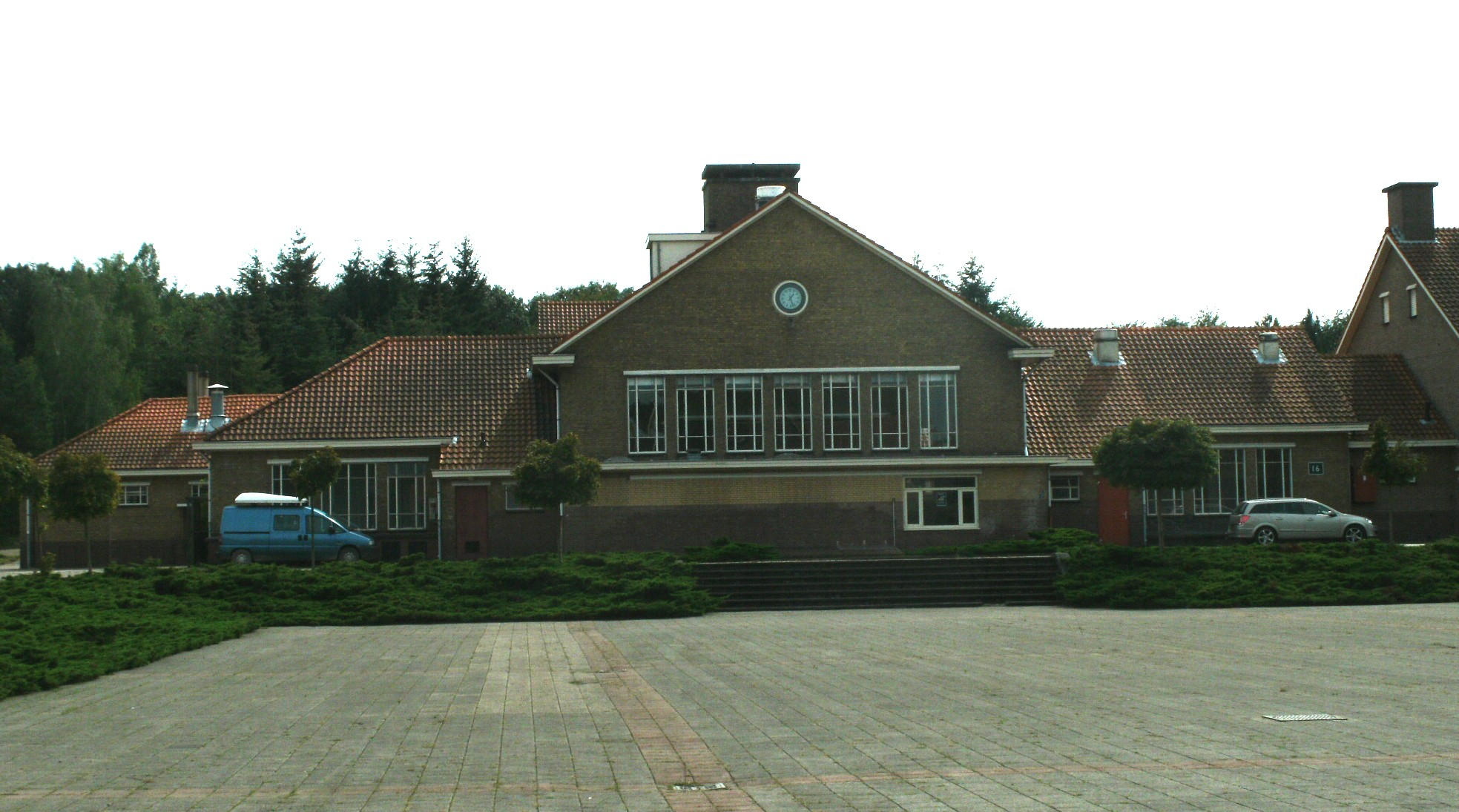
Elias Beeckmankazerne
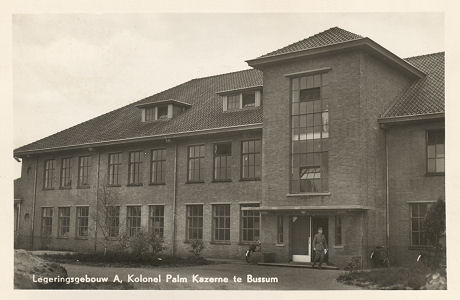
Kolonel Palmkazerne